# Obsee

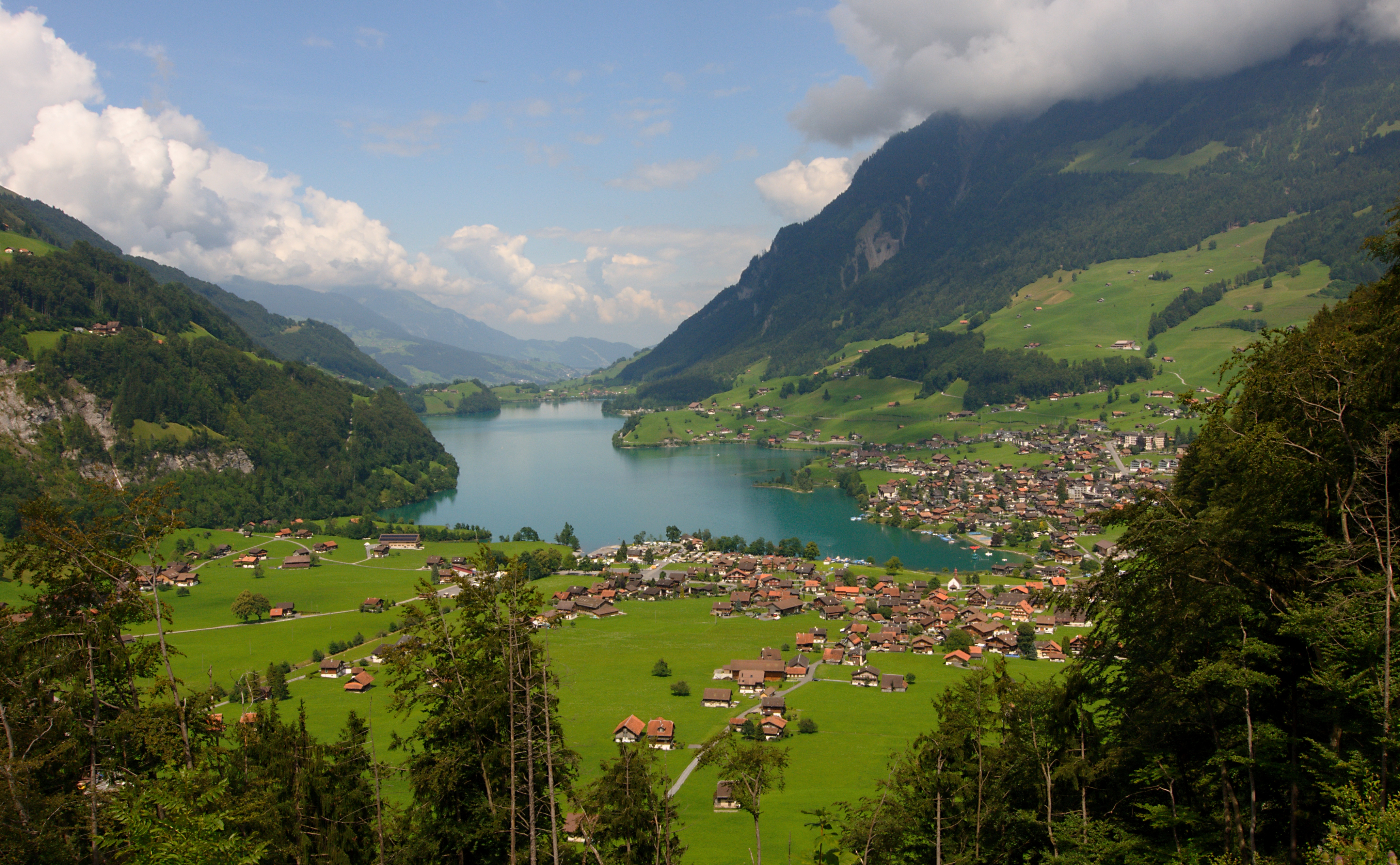
Blick auf Lungern, im Vordergrund ist Obsee

Der Weiler Obsee ist ein Ortsteil der Gemeinde Lungern im Kanton Obwalden.

## Geographie
Obsee liegt am südlichen Ende des Lungerersees, südwestlich des Dorfkerns von Lungern. Der Lauibach fliesst durch Obsee und mündet in den See. Der Weiler Obsee ist keine verwaltungstechnisch oder politisch abgegrenzte Einheit von Lungern, daher sind die Grenzen nicht genau festgelegt. Im engeren Sinn besteht Obsee aus dem geschlossen bebauten Gebiet am See. Das Wohnquartier Wichel im Westen, die Gewerbezone Hag im Südwesten und die Gewerbezone Hackern-Chnewis im Südosten können daher auch zu Obsee gezählt werden.

## Geschichte
Im Jahr 1708 wütete ein Grossfeuer in Obsee, 46 Häuser und die Kapelle waren davon betroffen.

## Sehenswürdigkeiten
Obsee gilt als der noch besterhaltene Teil des Dorfes Lungern. Hier finden sich noch alte Häuser in ihrer ursprünglichen Anordnung. Die Kapelle St. Beat in Obsee stammt aus dem Jahre 1567. Als nach der Reformation die St. Beatus-Höhlen am Thunersee für die katholischen Wallfahrer nicht mehr zugänglich war, wurde als Ersatz in Obsee diese Kapelle zu Ehren des Heilige Beat errichtet. Der fast quadratische Ursprungsbau von 4,5 auf 4,25 Meter stand an der Stelle des heutigen Chors. 1599 erfolgte eine erste Erweiterung der Kapelle durch den Anbau eines Schiffes an den Ursprungsbau. Nach dem Brand von 1708 erfolgte eine Aufstockung von Schiff und Chor. Der barocke Hochaltar enthält ein Altarbild aus dem frühen 18. Jahrhundert, das den hl. Beat mit dem Drachen darstellt. Daneben stehen die Statuen Maria mit dem Kinde und Bischof Nikolaus von Myra. Im Oberblatt des Altars ist die Trinität dargestellt. Das Antependium mit der Darstellung Mariä Verkündigung und Mariä Heimsuchung trägt die Inschrift der Stifter: «Herr Johann Joseph Amgarten des Rahts. Herr Capellenvodt Jacob Amgarten, 1716».
Das Dorfbild von Obsee ist im Inventar der schützenswerten Ortsbilder der Schweiz (ISOS) als schützenswertes Ortsbild der Schweiz von nationaler Bedeutung eingestuft.

## Wirtschaft und Tourismus
Direkt am See liegt ein Campingplatz und am Ortsrand von Obsee befindet sich die Talstation der Luftseilbahn Lungern-Turren-Bahn.
In dem kleinen Gewerbegebiet südlich von Obsee sind einige Spezialunternehmen angesiedelt, wie etwa die Gasser Felstechnik und Unternehmen zur Folienbearbeitung und Dachfensterproduktion. In dem anschliessenden Fels befindet sich Brünig Indoor, eine unterirdische Schiessanlage sowie ein Restaurant.

## Verkehrsanbindung
Der Ortsteil grenzt an die Brünigstrasse (Hauptstrasse 4). Im Hauptort Lungern ist eine Haltestelle der Zentralbahn. Der Jakobsweg von Stans über Flüeli-Ranft verläuft durch Obsee und über den Brünigpass weiter nach Interlaken.

## Trivia
Von den Einheimischen wird Obsee auch als Uberseews bezeichnet.